# Bravely Default
Bravely Default, wydana w Japonii pod tytułem Bravely Default: Flying Fairy (jap. ブレイブリーデフォルト フライングフェアリー Bureiburī Deforuto: Furaingu Fearī) – japońska komputerowa gra fabularna wyprodukowana przez firmę Square Enix na konsolę Nintendo 3DS, będąca duchowym następcą gry z 2010 roku Final Fantasy: The 4 Heroes of Light. Pierwsze jej wydanie miało miejsce w Japonii w 2012 roku. Producentem było Silicon Studio, znane z gry przygodowej 3D Dot Game Heroes. System klas oraz system walki są podobne do tych z Final Fantasy V. W rozgrywce pojawiają się elementy rzeczywistości rozszerzonej. 17 kwietnia 2013 zostało zapowiedziane europejskie oraz australijskie wydanie gry w 2013 roku, a także amerykańskie w 2014 roku. Zaktualizowana wersja o tytule Bravely Default: For the Sequel (jap. ブレイブリーデフォルト フォーザ・シークウェル Bureiburī Deforuto: Fōza Shīkuweru), została wydana w Japonii 5 grudnia 2013. Zachodnie wersje gry bazują na zaktualizowanej wersji. Pełnoprawny sequel Bravely Second, został zapowiedziany w grudniu 2013 i wydany 23 kwietnia 2015.